# Elster
Die Elster (Pica pica) ist eine Vogelart aus der Familie der Rabenvögel. Sie besiedelt weite Teile Europas und Asiens sowie das nördliche Nordafrika. In Europa ist sie vor allem im Siedlungsraum häufig. Aufgrund ihres charakteristischen schwarz-weißen Gefieders mit den auffallend langen Schwanzfedern ist sie in Europa auch für den vogelkundlichen Laien unverwechselbar, ansonsten sieht sie dem Schildraben und der Elsterdohle ähnlich.
Die Elster ist einer der wenigen bekannten Vögel, die den Spiegeltest bestehen, zusammen mit sehr wenigen anderen Nicht-Vogel-Arten. Relativ zu ihrer Größe hat das Nidopallium caudolaterale der Elster ungefähr die gleiche Größe wie der funktional entsprechende präfrontale Cortex von Schimpansen, Gorillas, Orang-Utans und Menschen.
Im von der nordischen Mythologie geprägten Volksglauben galt die Elster als Bote der Todesgöttin Hel, so dass sie in Europa den Ruf des Unheilsboten bekam. Als „diebische“ Elster war sie auch im Mittelalter als Hexentier und Galgenvogel unbeliebt. Im Gegensatz dazu gilt sie in Asien traditionell als Glücksbringer und die lange Zeit als Unterart geführte nordamerikanische Hudsonelster (Pica hudsonia) ist bei den Indianern ein Geistwesen, das mit den Menschen befreundet ist.

## Beschreibung

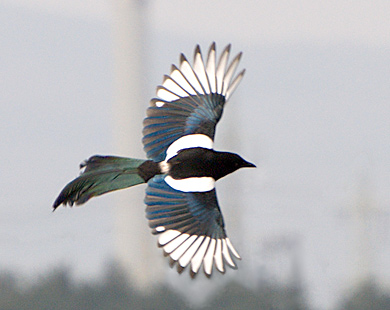
Elster im Flug

Die Grundfarben von Elstern der Nominatform sind Schwarz und Weiß. Der Schwanz ist gestuft und häufig so lang wie der gesamte Rest des Körpers, auf jeden Fall aber länger als die Flügel. Bauch, Flanken und Schultern sind weiß, auch die Handschwingen sind überwiegend weiß. Das restliche Gefieder ist schwarz mit irisierendem Glanz: Die Schwanzfedern und die Außenfahnen der Schwungfedern schimmern je nach Reflexionswinkeln – meist nur aus der Nähe erkennbar – metallisch grün, blau oder purpurfarben. Im Frühling werden die Farben matter und weniger schillernd. Auf den Außenfahnen der Handschwingen gehen sie fast ganz verloren. Am schillerndsten sind mehrere Jahre alte Vögel, insbesondere die Männchen, kurz nach der Mauser. Die männlichen und weiblichen Elstern unterscheiden sich äußerlich nicht voneinander, Männchen sind mit im Mittel 233 g jedoch etwas schwerer als Weibchen (im Mittel 203 g). Elstern können eine Körperlänge von etwa 46 cm erreichen, die Flügelspannweite beträgt etwa 48–53 cm.
Junge Elstern, die einen leuchtend roten Rachen haben, sind fast ebenso gefärbt wie Altvögel, die Unterschiede sind sehr gering. Der Schwanz ist glanzlos und kürzer. Die äußeren Schulterfedern sind oft nicht reinweiß, sondern etwas grau. Die weißen Bereiche auf den Innenfahnen der äußeren Handschwingen reichen nicht so weit zur Federspitze wie bei den adulten Elstern. Die Armschwingen zeigen nur im mittleren Bereich blauen Glanz. Die äußerste Armschwinge trägt fast immer einen weißen Fleck, manchmal auch die zweite oder die dritte darauf folgende Feder.
Ihre Mauser beginnen einjährige Elstern etwas früher als mehrjährige Vögel. Sie wechseln das ganze Gefieder. In Europa beginnen ein- und mehrjährige Vögel im Juni, flügge Vögel frühestens im Juli, spätestens Ende August zu mausern.
Die Fortbewegung der Elster auf dem Boden erfolgt meist hüpfend. Sie ist aber auch in der Lage zu gehen. Die Elster bewegt sich sehr geschickt im Geäst von Bäumen. Sie hat einen wellenförmigen Flatterflug.

## Stimme
Am häufigsten lässt die Elster das „Schackern“ oder „Schäckern“ hören. Es besteht aus mehr oder weniger schnell aufeinander folgenden Rufreihen mit leicht krächzendem „schäck-schäck-schäck“. Das Schäckern ist ein Warn- und Alarmruf und dient der Verteidigung des Reviers. Nichtbrütende Elstern gebrauchen ihn nur, wenn Gefahr droht. Die Erregung der Tiere ist besonders groß, wenn das Schäckern schnell und abgehackt ist. So stellen sie sich bei langsamem Schäckern der Gefahr, fliehen aber bei schnellem Rufen.
Zur Festigung der Partnerschaft lassen Paare einen leisen Plaudergesang hören. Dieser variiert zeitlich und individuell sehr stark. Er kann sowohl rhythmisch als auch arhythmisch sein. Oft sind weiche Trillerlaute und hohes Pfeifen darin enthalten. Einzelne Vögel imitieren andere Tiere. Meist besteht der Gesang jedoch aus einem gurgelnden, bauchrednerischen Schwätzen mit Pfeiflauten.
Zur Reviermarkierung lassen Paare einen nach „kia“, „kjää“ oder „kik“ klingenden Ruf hören. Oft zeigen sie sich dabei in der Mitte des Reviers auf den höchsten Zweigen eines Baumes.
Nestlinge betteln mit einem hohen kreischenden „twiit“. Drei bis vier Wochen alte Jungvögel melden sich bei den Altvögeln durch einen zweisilbigen Ruf. Er klingt wie „jschiejäk“, „tschjuk“ oder „tschjuk-juk“. Der Kontaktruf des Weibchens ähnelt dem Standortruf der Jungvögel.
Häufig gibt die Elster auch ein lang gezogenes „tschark“ „tschirk“ „tschirrl“ oder „tschara“ von sich. Je nach Intonation (weich, hart, lang, kurz) hat dieser Ruf verschiedene Bedeutungen. Daneben kann die Elster auch nasale und gedehnte Laute wie „gräh“ hören lassen.
Dass freilebende Elstern fremde Vogelarten mitunter imitieren, schließt Urs N. Glutz von Blotzheim nicht aus, ist jedoch weder die Regel, noch vollends gesichert; Glutz von Blotzheim formuliert vage: „Manche Individuen bauen auch Lautäußerungen ein, die wie Imitationen (z. B. Star, Singdrossel, Heuschreckenzirpen) klingen“.

## Verbreitung

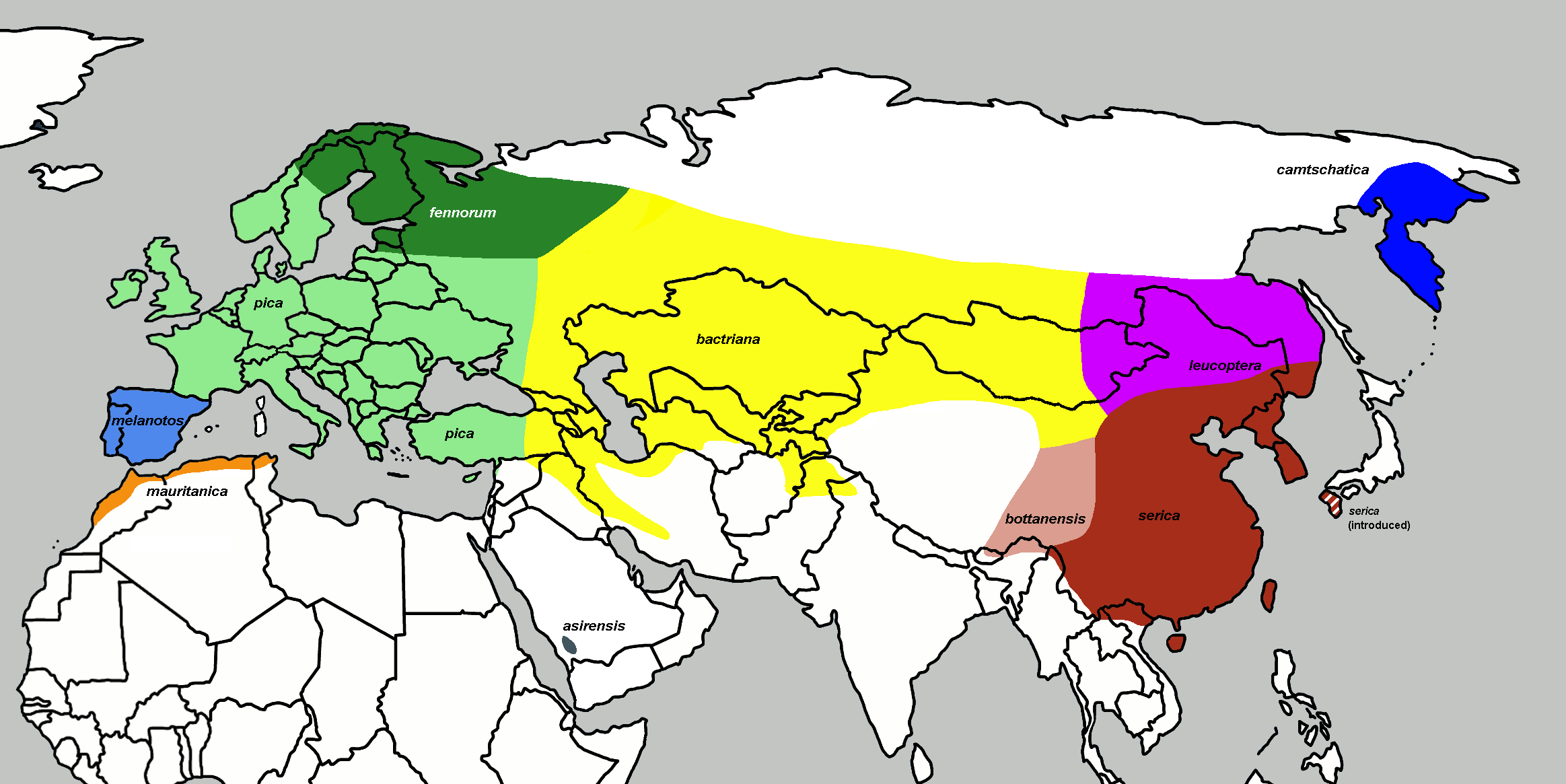
Verbreitungsgebiete. Jede Farbe repräsentiert eine Unterart der Elster.

Die Elster besiedelt weite Teile von Europa und Asien sowie von Nordafrika. In Europa ist die Verbreitung flächendeckend und reicht vom Nordkap in Skandinavien bis zu den Südspitzen von Spanien und Griechenland. Sie fehlt nur auf einigen Mittelmeerinseln. Darüber hinaus sind im Norden Afrikas Teile der küstennahen Bereiche von Marokko, Algerien, Tunesien besiedelt. Die Elster ist ein Standvogel, in Skandinavien jedoch auch ein Strichvogel.
Im Osten Europas ist die Elster bis etwa 65° N verbreitet, im Nahen Osten erstreckt sich ihr Lebensraum über die Türkei und Teile des Irans bis fast an die Küste des Persischen Golfs. In Fernost weicht die Nordgrenze der Verbreitung nach Süden bis zum Japanischen Meer bis auf etwa 50° N zurück. In Asien besiedelt die Elster Gebiete bis nach Nordvietnam. Auch der Nordwesten der Mongolei wird von Elstern besiedelt. Eine isolierte Population befindet sich auf der Kamtschatka-Halbinsel. Außerdem wird auf Nordwest-Kyushu eine kleine Population als Naturdenkmal geschützt.

## Systematik

### Externe Systematik
Im Allgemeinen gehen Ornithologen davon aus, dass die Gattung Pica ihren Ursprung in der Alten Welt hat und den nordamerikanischen Kontinent im späten Pleistozän vermutlich über die Beringstraße erreichte. Da in Texas aber ein Fossil gefunden wurde, das mehr Ähnlichkeit mit Pica pica als mit der Gelbschnabelelster (Pica nuttallii) hat, ist es auch möglich, dass P. pica im Pliozän entstanden ist.
Nach neueren DNA-Untersuchungen wird die ehemals als Unterart angesehene, in Kalifornien vorkommende Gelbschnabelelster (Pica nuttallii) als eigene Art behandelt. Die früher als Unterart angesehene, in Alaska und dem mittleren Nordamerika vorkommende Hudsonelster (Pica hudsonia) hat sich wahrscheinlich im Pleistozän aus der in Asien vorkommenden Pica pica entwickelt. Andere Ornithologen vermuten jedoch, dass Pica hudsonia nicht aus Eurasien stammt. Neuere DNA-Analysen weisen darauf hin, dass Pica hudsonia ebenfalls eine eigene Art ist und mehr genetische Ähnlichkeiten mit Pica nuttallii aufweist als mit den eurasischen Unterarten.

### Interne Systematik
Die Unterarten unterscheiden sich in Größe und Gewicht, in der Größe und Zeichnung der Flügelfedern und in der Färbung der Unterrückenzone. Zudem differieren einige Teile des Skeletts und auch die Pigmentierung der Schwanzfedern, die zwischen blau, violett, kupfern, messing, purpurn und grün schwanken kann. Die dunkelsten Unterarten sind im Süden verbreitet, die hellsten im Nordosten Eurasiens. Dies betrifft besonders die Färbung des unteren Rückens. In der Regel sind die südlichen Formen größer und haben kürzere Schwanzfedern als die nordöstlichen. Es wird vermutet, dass die Aufspaltung der Art in eine gelb- und eine schwarzschnabelige Variante deutlich früher erfolgte als die Ausdifferenzierung der schwarzschnäbeligen Unterarten.

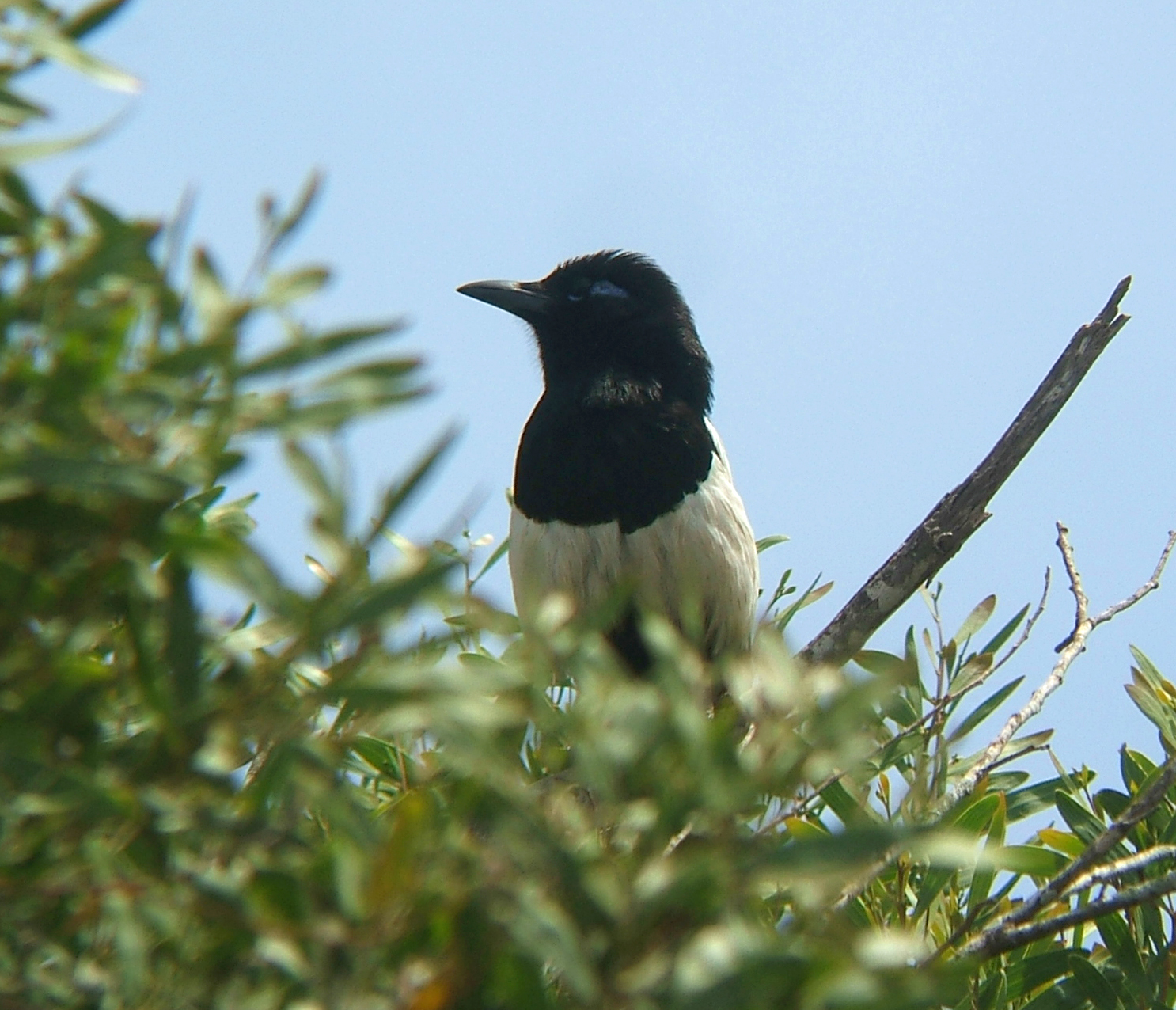
Pica p. mauritanica

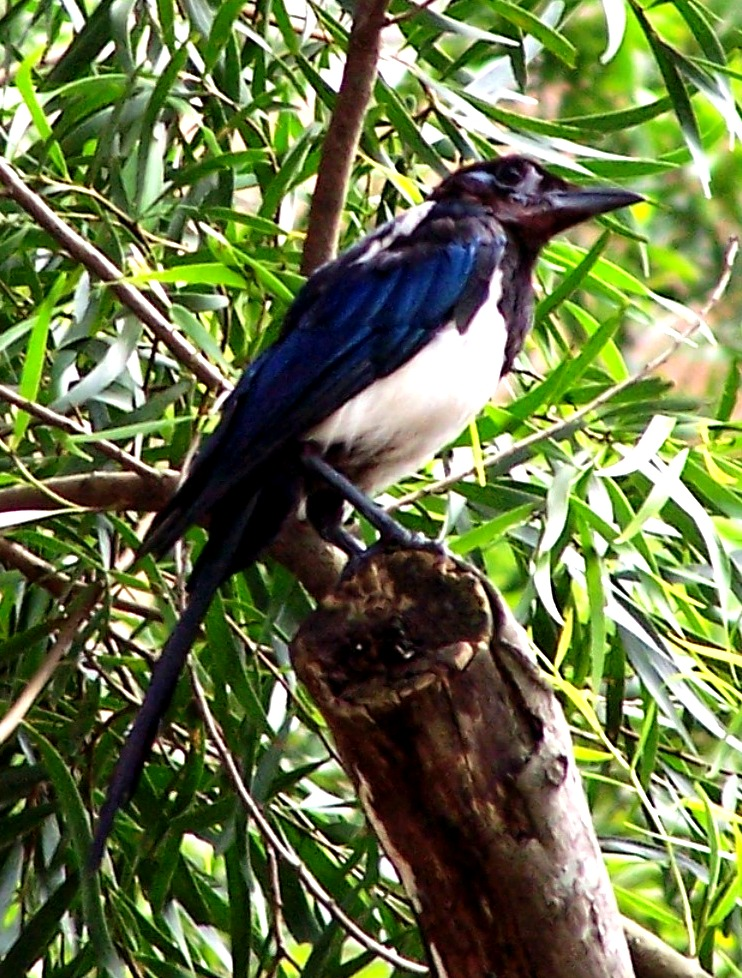
Pica p. sericea

- Pica p. pica  ist die Nominatform.
- P. p. galliae hat einen dunkleren Unterrücken als P. p. germanica und die skandinavischen Elstern. Der Flügelsaum ist an den Handschwingen breiter. Ihr Verbreitungsgebiet liegt in Frankreich, in Belgien und in Rheinland-Pfalz. In der Schweiz ist sie teilweise seit 1915 ausgerottet.
- P. p. melanotos hat einen schwarzen Unterrücken mit gelegentlich angedeutetem Bürzelband. Der Schwanz ist gelblichgrün schillernd. Die Flügellänge bei Männchen beträgt 181–197 mm. Sie lebt auf der iberischen Halbinsel.
- P. p. mauritanica ist die kleinste und dunkelste Unterart (Flügellänge bei Männchen 152–172 mm). Die Flügel schillern dunkel grün und purpurn. Der Bürzel ist immer schwarz. Hinter den Augen befindet sich ein gut sichtbarer nackter cobaltblauer Hautfleck. Sie besiedelt Nordwestafrika (Marokko, Algerien, Tunesien). Manche Forscher halten sie für eine eigene Art.
- P. p. germanica ist kleiner und kurzflügeliger als die Nominatform. Sie lebt im Gebiet von Thüringen bis zur Niederlausitz. Da die meisten Ornithologen sie zur Nominatform rechnen, ist die Stellung dieser Unterart umstritten.
- P. p. fennorum hat längere Flügel (Flügellänge bei Männchen 190–221 mm) als die Nominatform und einen hellgrauen Bürzel, der heller ist als bei der Nominatform. Sie besiedelt Nordost-Skandinavien, Finnland und die nördlichen europäischen Teile Russlands.
- P. p. bactriana ist heller als die Nominatform. Sie hat einen schmaleren Flügelsaum und einen intensiveren grünlichen Glanz auf den inneren Armschwingen. Zudem ist sie durch große Flügeldecken und einen bronzefarbenen, nicht blau schillernden Schwanz gekennzeichnet. Ihr Verbreitungsgebiet liegt in der mittleren bis östlichen ehemaligen UdSSR, in den Stromgebieten von Wolga und Don und in der Ostukraine. Zudem lebt sie am Ufer des Asowschen Meeres östlich bis Astrachan, im Nordkaukasus, in Transkaukasien und in Westturkestan. Sie besiedelt aber auch die mittlere Kirgisensteppe, Semei, Afghanistan und Belutschistan.
- P. p. asirensis hat einen schwarzen Rücken und dunkelblaue Armschwingen. Zudem sind die Spitzen der innersten Federn grünlich gefärbt. Sie ist im Asir-Gebirge verbreitet. Ob sie auch in Südarabien lebt, ist umstritten. Manche Forscher halten sie für eine eigene Art.
- P. p. hemileucoptera ist größer als P. p. bactriana und hat grünere Armschwingen. Der Schwanz schillert gelblich und grünlich. Die erste Handschwinge hat keinen schwarzen Endfleck. Sie besiedelt Mittelsibirien, Altai, das Sajangebirge, die Nordwestmongolei, Ostturkestan, Sowjetisch-Turkestan, den westlichen Tian-Schan, Talas-Alatau und das Altaigebirge.
- P. p. leucoptera ist größer als P. p. hemileucoptera und hat noch mehr Weiß in den Schwingen. Ihr Unterrücken ist weiß. Ihr Verbreitungsgebiet liegt südlich des Baikalsees, in der Nordostmongolei und in der Nordwestmandschurei.
- P. p. jankowskii hat einen grünen Schwanz mit bläulich irisierenden Tönen. Das Blau der Armschwingen ist reiner und weniger violettstichig als bei P. p. sericea. Ihr Verbreitungsgebiet liegt in Südussurien, in Sidemi und in der östlichen Mandschurei.
- P. p. kamtschatica ist die hellste und grünschillerndste Unterart. Die Handschwingen sind auf der gesamten Innenfahne weiß. Auf der ersten Armschwinge befindet sich ein ausgedehnter weißer Fleck. Armschwingen und Schwanz sind grünschillernd. Sie besiedelt das Anadyrgebiet und Kamtschatka.
- P. p. japonica ist durch Armschwingen und Flügeldecken mit violettblauem Schiller gekennzeichnet. Der Schnabel ist kurz und dick. Sie lebt in Kyushu, nördlich der Ariakibucht in Japan.
- P. p. sericea hat einen kürzeren Schwanz als die Nominatform. Flügel und Schwanz haben zudem ein stärkeres violett-purpurnes Schillern. Der Unterrücken ist grau und nicht weiß. Sie besiedelt das Amurgebiet und das Ussuriland, Korea, im Osten der Volksrepublik China, Alan-schan, das nördliche Ningxia und Gansu sowie Annam, Taiwan und Hainan.
- P. p. bottanensis ist die größte Elster mit dem relativ kürzesten Schwanz und hat einen schwarzen Unterrücken. Sie ist in Bhutan, Sikkim und in den benachbarten Gebiete Osttibets verbreitet.

DNA-Untersuchungen haben gezeigt, dass P. p. sericea große genetische Unterschiede zu den eurasischen Formen aufweist, so dass sie eine eigene Art sein könnte. Die Unterarten P. p. mauretanica und P. p. asirensis werden von einigen Forschern ebenfalls als eigene Arten betrachtet.

## Lebensraum
Die Elster kommt sowohl im Flachland wie im Gebirge vor. Sie ist weltweit in Höhen bis 2500 m zu finden. Die Unterarten P. p. asirensis, P. p. bottanensis, P. p. hemileucoptera bilden Ausnahmen. So lebt P. p. bottanensis bis in 4000 Meter Höhe und sucht ihre Nahrung noch bis in über 5500 Meter Höhe.
Die Elster besiedelt vor allem gut strukturierte, teilweise offene Landschaften mit Wiesen, Hecken, Büschen und einzelnen Baumgruppen. Sie lebt auch an Waldrändern, in der Nähe von Gewässern und in Sümpfen mit Röhricht, Weidengebüschen und Gestrüpp. Selten ist sie in schmalen Waldstreifen, kleinen Waldparzellen, ausgedehnten Wäldern und in gehölzfreien Wiesen- und Ackerlandschaften zu finden. Auch Steilhänge, schmale, tief eingeschnittene Täler sowie fels- und schneereiche Regionen werden gemieden. Nur die oben genannten Ausnahmen leben im Gebirge, teilweise auch jenseits der Schneegrenze.
Mehr als die Hälfte des Bestandes in Europa brütet heute Schätzungen zufolge in und am Rand von bebauten Bereichen. Sie besiedelt insbesondere Einfamilienhausbereiche mit kurz geschnittenen Rasenflächen, daneben Parkanlagen, Alleen, Friedhöfe und große Hausgärten. Früher war sie dagegen auch in Europa ein charakteristischer Vogel der Agrarlandschaft mit Hecken und Feldgehölzen, Alleen oder alten Obstgärten.

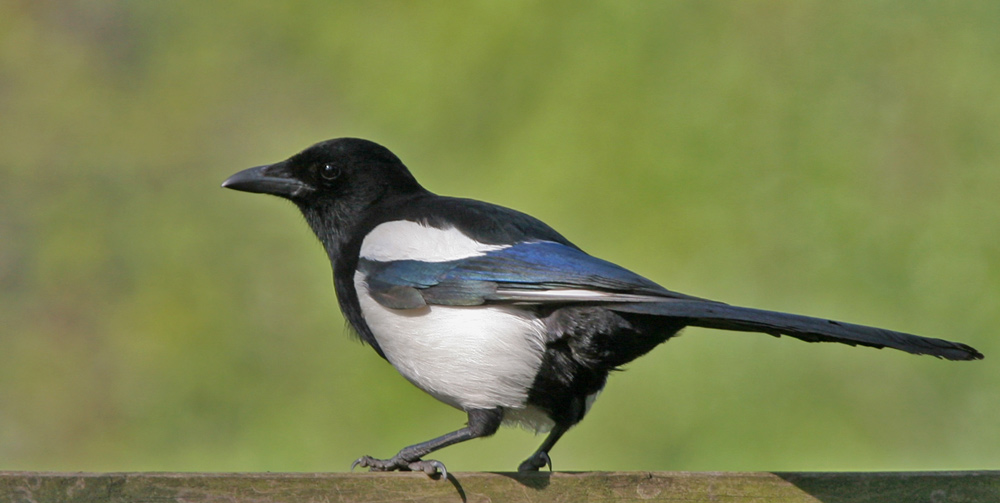
Elster in ihren überwiegend unbunten Farben.

## Nahrung und Nahrungserwerb

### Grundsätzliches

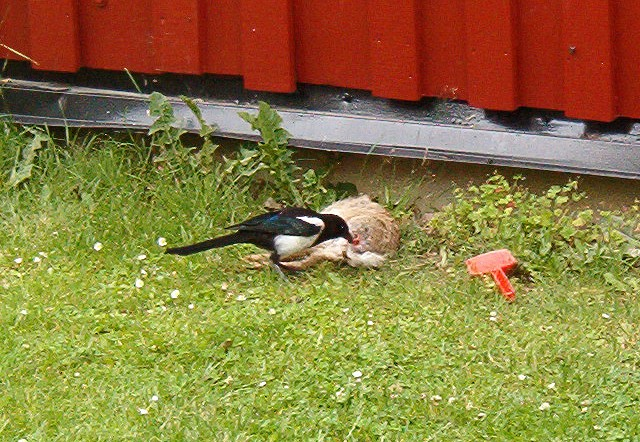
Eine Elster frisst von einem toten Kaninchen.

Elstern nehmen das ganze Jahr über sowohl tierische als auch pflanzliche Nahrung auf. Die Nahrung besteht aus Insekten sowie deren Larven, Würmern, Spinnen und Schnecken. Darüber hinaus gehören kleine Wirbeltiere bis zu der Größe einer Feldmaus, beispielsweise Amphibien, Echsen, Kleinsäuger, Nestlinge und Eier sowie kleinere Vögel zu ihrer Speise. Außerdem fressen sie das ganze Jahr über Aas. Früchte, Sämereien und Pilze bilden insbesondere im Herbst und im Frühling Bestandteile ihrer Nahrung. Unverdauliches wird in Form von Speiballen ausgeschieden.
Die Hälfte der Nahrung europäischer Elstern ist tierischen Ursprungs. In der Brutzeit decken sie damit 95 Prozent ihres Nahrungsbedarfs. Im Frühjahr und Sommerhalbjahr leben die Vögel in Europa vorwiegend oder ausschließlich von tierischer Nahrung. Im Herbst und Winter besteht die Nahrung dort zunehmend aus pflanzlichen Bestandteilen. In Europa befinden sich in den Speiballen zu einem Anteil von fünf bis zehn Prozent auch Reste von Wirbeltieren.
Die Elster sucht ihre Nahrung meistens auf dem Boden. Bei Insekten- und Spinnenjagd in niedrigem Bewuchs läuft sie ein Stück, bleibt stehen, reckt sich hoch auf und hält Umschau. Ist eine Beute entdeckt, läuft oder hüpft sie rasch darauf zu und packt mit dem Schnabel zu. Ist die Elster in höherem Bewuchs auf Nahrungssuche, schreitet sie ohne Pausen umher und rennt auf das Beutetier zu. Kleintiere werden auf ähnliche Art erbeutet. Um Insekten einzusammeln, springt sie an hohen Grasähren oder Kräutern hoch. Weitere Techniken sind das Herumstochern im Boden und das Scharren, bei dem sie Laub oder Erde mit dem Schnabel beiseite wirft. Besonders raffiniert ist das Umdrehen kleiner Steine (bis ca. 10 cm Größe) oder Grasbüschel. Die Elster pflückt auch Beeren ab. Vor allem in Amerika pickt sie häufig Parasiten von Schafen oder Rindern. Auch Fische werden gelegentlich erbeutet.
Zumeist verschlingt die Elster Insekten als Ganzes, Wespen werden jedoch vorher gründlich mit dem Schnabel zerquetscht. Größere Tiere hält sie meist mit den Füßen am Boden fest. Die Tötung erfolgt durch Schnabelhiebe, in der Regel gegen den Rumpf oder durch das Schleudern der Beute gegen harte Gegenstände. Kleinvögel rupft die Elster vor dem Fressen säuberlich.
Elstern legen das ganze Jahr über Nahrungsdepots an, die meist innerhalb von zehn Tagen geleert werden. Um plündernden Krähen zuvorzukommen, deponieren sie die Vorräte abwechselnd an verschiedenen Orten. Vor allem im Herbst sammeln sie Sämereien oder Aas. An einem geeigneten Ort schlagen sie mit dem Schnabel ein kleines Loch in den Boden, legen die Nahrung dort hinein und decken das Loch dann wieder mit Erde und Pflanzen zu. Wenn die Nahrung im Winter knapper wird, können gefüllte Nahrungsspeicher vor allem im Gebirge überlebenswichtig sein.

### Ernährung im urbanen Bereich
In besiedelten Gebieten durchsuchen Stadtelstern Kompost- und Abfallhaufen und fressen Fleischreste, Brot, Teigwaren, Käse, Eierschalen und Ähnliches. Sie bestreiten damit rund die Hälfte ihres Nahrungsbedarfs. In der Innenstadt beträgt der Anteil an Kleinvögeln in der Nahrung lediglich fünf bis acht Prozent. Häufig suchen Stadtelstern Straßen, Bahnstrecken und Stand- und Randstreifen von Autobahnen nach tierischen Unfallopfern ab, ebenfalls Ufer von Gewässern sowie alle sonstigen Orte, an denen Menschen Verwertbares für sie hinterlassen haben könnten. Stadtelstern verstecken vor allem Objekte aus dem Umfeld des Menschen (Tierfutter, Kompost und Abfälle, Hundekot, Pflanzenzwiebeln), seltener Eicheln oder Aas. Auch Lücken unter Dachziegeln können ihnen als Depots dienen.

## Lebensweise
Der Aktivitätsbeginn der Art liegt in der Regel etwa eine halbe Stunde vor Sonnenaufgang, variiert aber je nach Jahreszeit. Während der Stunde vor Sonnenuntergang nähern sich Elstern immer mehr ihrem Schlafplatz, den sie kurz darauf einnehmen.
Die Elster lebt in zwei verschiedenen Sozialformen. In der Brutzeit leben Brutpaare allein in ihren Revieren, während sich Nichtbrüter zu Gruppen zusammenschließen. Im Winter bilden Elstern Scharen von einem Dutzend bis zu einigen hundert Vögeln.

### Fortpflanzung
Die Elster wird im ersten Herbst ihres Lebens geschlechtsreif. Sie wird dann Mitglied einer Gemeinschaft aus anderen Nichtbrütern. Im darauf folgenden Frühling brüten nur knapp die Hälfte der Männchen und gut die Hälfte der Weibchen.

#### Paarbildung und Nistplatzwahl
Die Elster lebt in lebenslanger Monogamie, stirbt einer der Partner, ersetzt ihn der andere meistens schnell durch einen einjährigen Vogel. Wiederholen sich erfolglose Bruten zu häufig, trennen sich Paare in der Regel auch. Im Herbst verbringt ein zukünftiges Paar zunehmend mehr Zeit miteinander, bis sich beide aneinander gebunden fühlen (Umpaarungen). Sie gehen aber nach wie vor allein auf Nahrungssuche. Hat ein junges Elsternpaar ein Revier erobert, finden manchmal balzartige Handlungen statt.
Die Inspektion der möglichen Nistplätze durch Herumstochern findet von Oktober bis Januar statt, in Mitteleuropa bis Februar. Männchen scheinen insbesondere durch Trockenheit und Temperaturen unter −4 °C aktiviert zu werden. Das Weibchen zeigt mögliche Nistplätze häufig durch Flügelzittern („Betteln“) an. Beide Vögel bekunden ihr Interesse an einem Nest manchmal durch Schackern oder einen speziellen Nestruf, durch Schwanzzittern, Blinken oder Flaggen.
Als Nistplätze werden zwei Bereiche bevorzugt: Einerseits werden die Nester häufig in die obersten Zweige von hohen Bäumen in einer Höhe von 12 bis 30 m gebaut, wo die Vögel schwer zu erreichen sind und sie die Umgebung gut überblicken können. Dabei wird die Nesthöhe so gewählt, dass sie im Optimum zwischen dem Sicherheitsbedürfnis und der für die Jungenaufzucht aufzuwendenden Energie liegt. Mit steigender Höhe des Nestes wächst die Sicherheit, aber auch der Energieaufwand nimmt zu. Andererseits bauen Elstern auch Nester in einer Höhe von drei bis vier Metern in dichtem dornigem Gebüsch oder in dornigen Hecken. Stadtelstern nutzen selten auch Standorte wie Stahlgitterkonstruktionen oder Eisenbahn-Leitungsmasten als Brutplatz.
Der häufigste Nesträuber ist die Aaskrähe. Wird ein Paar beim Nestbau durch Aaskrähen zu stark belästigt, legt es an anderer Stelle ein neues Nest an.

#### Das Nest

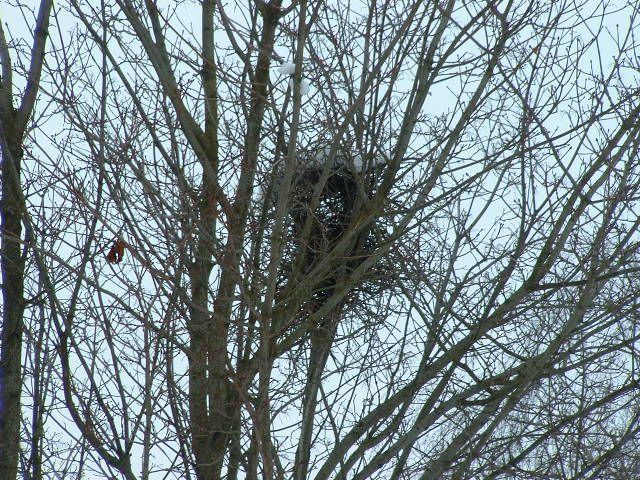
Elsternest in einem Ahorn

Bereits im Januar kann mit dem eigentlichen Nestbau angefangen werden. In Mitteleuropa beginnt er aber erst im Februar oder März. Während neue Paare den Nestbau mit ausgedehntem Balzen beginnen, fangen alte Paare nach einem verkürzten Balzritual mit dem Bau des Nestes an. Das Nest ist ein kugelförmiger, recht großer Bau aus Zweigwerk. Der Außenbau ist 35 bis 75 cm breit und besteht aus sperrigen, trockenen, sich oft kreuzenden, nach außen abstehenden Zweigen. Der Unterbau der Nistmulde ist aus feiner Erde und feinen Reisern gefertigt. Die Nistmulde wird in der Regel aus feinem Wurzelwerk gebaut, welches zu einem einheitlichen Geflecht verarbeitet wird. Ihr Durchmesser beträgt circa 135 mm, und sie hat eine Tiefe von etwa 100 mm. Die meisten Nester besitzen einen haubenartigen, aus sperrigen Zweigen bestehenden Überbau mit einem, oft auch zwei seitlichen Ausgängen. Ein Fehlen der Haube geht auf Mangel an passendem Baumaterial oder auf die Unerfahrenheit des Paares zurück. Der Überbau dient dazu, das Gelege vor Krähen oder Greifvögeln zu schützen.
Beide Vögel beteiligen sich etwa in gleicher Weise am Bau des Nestes. Die Gesamtzeit für den Nestbau beträgt im Schnitt 40 Tage. Ein Paar beginnt häufig an mehreren Stellen zu bauen, gibt jedoch die Nestansätze zugunsten des zur Brut bestimmten Platzes wieder auf. Dieses Verhalten tritt besonders dann auf, wenn beim Bau eines Nestes Störungen auftreten. Solange verpaarte Vögel zusammen sind, vollenden sie oft viele Nester, selbst wenn sie zum Brüten häufig alte Nester ausbessern.
Alte Nester werden von Waldohreulen, Turm- und Baumfalken benutzt, die selbst keine Nester bauen. Das Zerstören von Elsternestern betrifft somit auch diese Vogelarten.

#### Balz und Paarung
Einige Paare kopulieren schon während des Nestbaus. Wenn in der zweiten Aprilhälfte (bei einer normalen Brut) die Eier gelegt werden, kommt es zu deutlich mehr Paarungen. Besonders in dieser Zeit bettelt das Weibchen laut und auffällig.
Zur Balz nähert sich das Männchen dem Weibchen mit teilweise gespreiztem Gefieder. Nach Bährmann wird dabei das Rückengefieder abgespreizt, nach Glutz jedoch das weiße Unterseitengefieder. Häufig erfolgt die Annäherung von hinten oder kreisförmig mit hochgehaltenem oder vorgestrecktem Kopf. Zudem singt das Männchen dabei manchmal leise.
Das Männchen balzt auch, indem es den Kopf senkt und die geschlossenen Flügel schräg vom Rücken abhebt, während es mit den Flügelfedern fächert. Gleichzeitig schlägt es den Schwanz ruckartig nach oben und unten oder nach links und rechts und ruft ein weiches „tscha(r)k“ aus. Soll damit gehemmte Aggression ausgedrückt werden, ist die Schwanzbewegung stärker ausgeprägt, die Flügelbewegung schwächer und das Scheitelgefieder angelegt. Zusätzlich werden Kopf und Rumpf angehoben. Auch das Weibchen kann so balzen. Beide können auch synchron einen wellenartigen Paarflug ausführen.
Das Weibchen leitet die Paarung manchmal durch Betteln ein. Dabei stellt es sich geduckt oder hoch aufgerichtet vor das Männchen, streckt die angewinkelten Flügel ab und zittert damit. Es stößt sehr hohe Bettelrufe aus und sperrt den Schnabel auf. Häufig legt das Männchen dann das Scheitelgefieder an. Wenn das Weibchen paarungsbereit ist, duckt es sich gestreckt an den Boden und bettelt mit zitternden Flügeln. Die Anzahl der Begattungen während der Brutzeit ist umstritten. Die Angaben schwanken zwischen insgesamt nur etwa dreimal in der Saison und mehrmals täglich.

#### Eiablage und Bebrütung

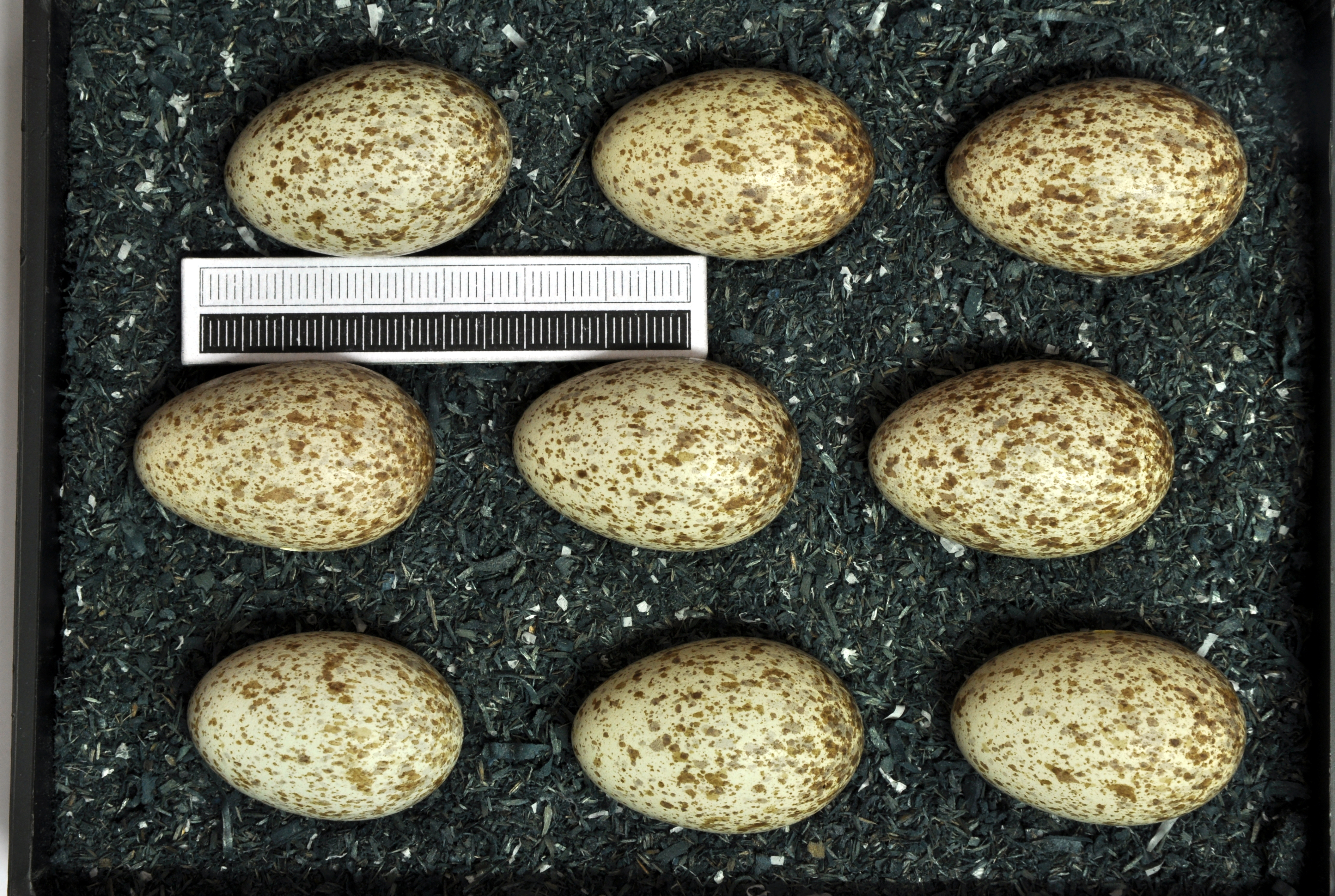
Eier (Sammlung Museum Wiesbaden)

Der Legebeginn schwankt selbst innerhalb Europas beträchtlich. In Mitteleuropa liegt der durchschnittliche Legebeginn (März bis Mai) für Erstgelege am achten April. Wird ein Gelege vernichtet, kann das Paar ein Nachgelege (Ersatzgelege) erstellen. Wird dieses ebenfalls vernichtet, kann es ein weiteres Nachgelege aufbieten. In Ausnahmefällen kommt es zu einem vierten Brutversuch.
Das Weibchen bebrütet das Gelege, nachdem einige Eier gelegt wurden. Manchmal beginnt es das Brüten aber schon nach dem Legen des ersten Eies oder erst nach dem Legen aller Eier. In der Zeit davor hält sich das Weibchen noch lange außerhalb des Nests auf. Etwa jeden Tag legt es ein Ei. Die Eier sind oval, manchmal aber auch kurzoval, langoval oder spitzoval. Sie sind in der Regel blassgrünlich bis lehmfarben gefärbt und zeigen eine dichte, bräunlichgraue bis olivgrüne Fleckung. Farbe und Zeichnung können in weiten Grenzen variieren. Die Eier sind circa 33 bis 34 mm lang und circa 23 bis 24 mm breit. Das Vollgewicht eines frisch gelegten Eies beträgt acht bis zwölf Gramm. Typische Gelegegrößen sind vier bis sieben Eier, bei sehr gutem Nahrungsangebot können aber auch bis zu zwölf Eier gelegt werden. Nachgelege sind in der Regel kleiner als Erstgelege.
Es wird ausschließlich vom Weibchen gebrütet, während das Männchen das Revier verteidigt und den Großteil der Versorgung des Weibchens übernimmt. Die Fütterung erfolgt dabei unter dem Überbau des Nests, selten im Freien. Das Verhalten der Vögel während der Brutzeit unterliegt erheblichen individuellen Schwankungen. Einige Männchen bewachen den Nistbereich gründlich und melden jeden Eindringling durch sofortiges Schackern. Andere Männchen verteidigen ihn erst, wenn der Eindringling dem Horst zu nahe kommt. Insgesamt scheinen die Vögel in Horstnähe auffallend still zu sein. Krähen werden grundsätzlich attackiert. Teilweise werden kleine Vögel und Tauben im Revier geduldet.
In Europa schlüpfen die Jungen im Schnitt 17 bis 22 Tage nach Legebeginn und innerhalb von zwei bis vier Tagen. Etwa die Hälfte aller Bruten ist erfolglos, da das Nest von Krähen, Habichten, Katzen oder Mardern geplündert wird. Einige Nester werden auch vom Menschen zerstört.

#### Entwicklung der Jungen

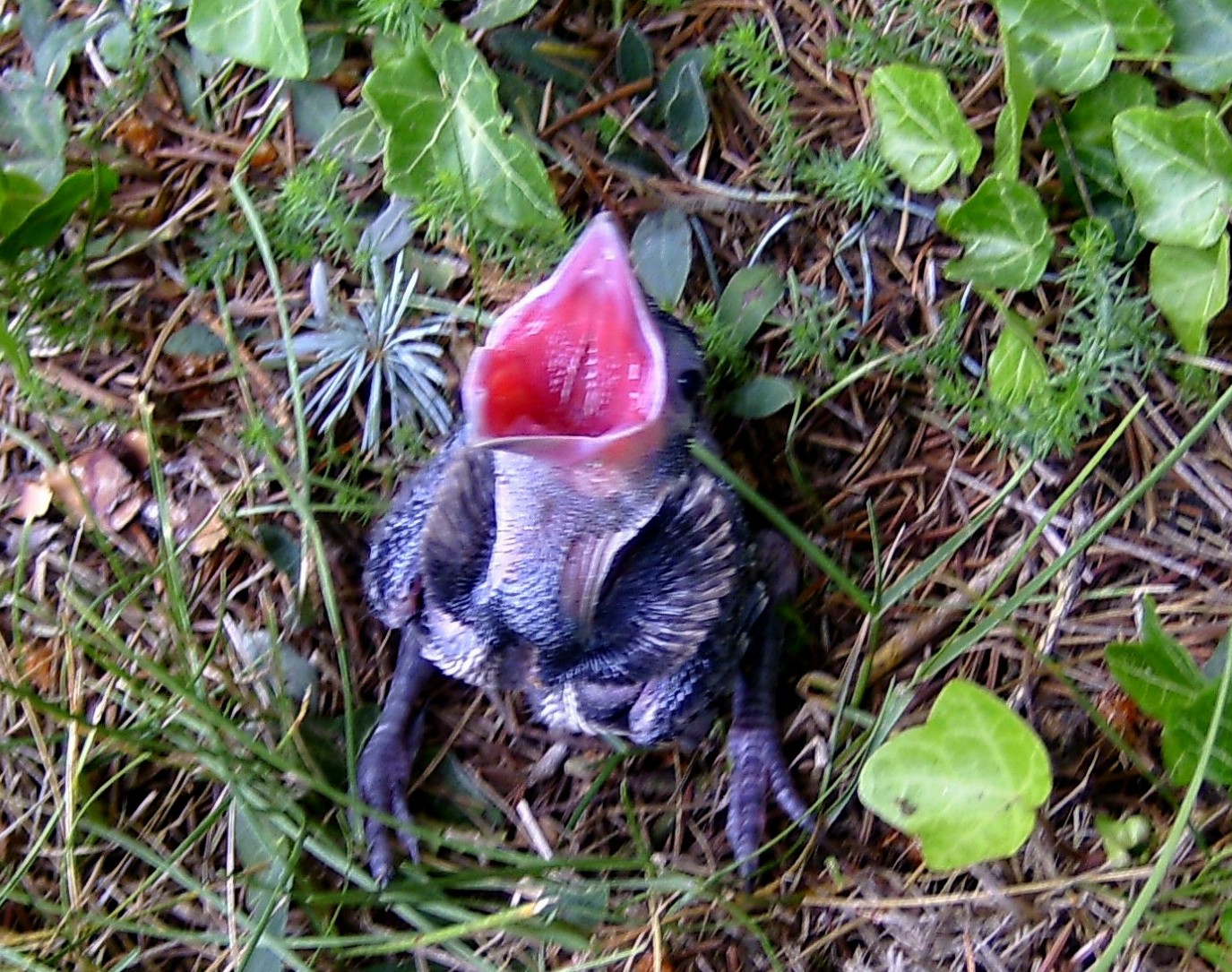
Aus dem Nest gefallene junge Elster

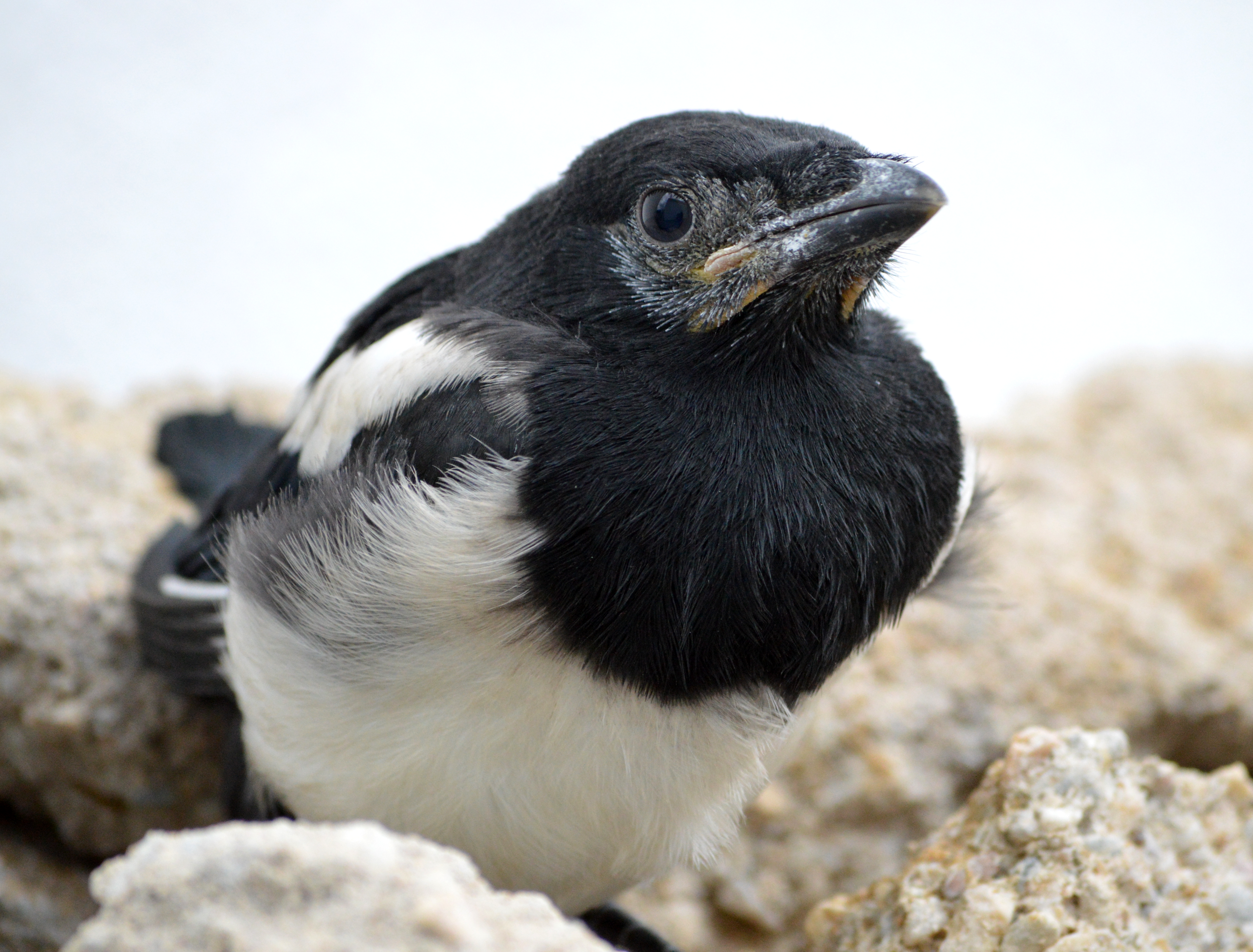
Junge Elster

Die Jungen sind bei der Geburt nackt und in den ersten vier bis acht Tagen blind. Sie werden bis zum elften oder zwölften Tag gehudert. In dieser Zeit füttert das Männchen mit aus dem Kropf gewürgter Nahrung, später beide Partner. Das Gewicht der Nestlinge steigt in den ersten knapp 20 Tagen ungefähr linear auf rund 180 g.
Nach etwa 24 bis 30 Tagen verlassen die Jungen das erste Mal das Nest. Vor dem ersten Ausfliegen klettern die Jungvögel abwechselnd ein und aus und turnen unbeholfen auf dem Dach des Nestes und in den umliegenden Zweigen herum. Sie werden jedoch von den Altvögeln immer noch im Nest gefüttert und im Revier weiterhin betreut. Noch nicht flugfähige Junge bleiben in Deckung und können vom Boden aus selbst an relativ glatten Baumstämmen flügelschlagend hochklettern.
Bei der Aufzucht von Jungen stellen Insekten auf Grund ihres hohen Eiweißgehalts eine wichtige Nahrungsquelle dar. Im Laufe der Aufzuchtphase ändert sich jedoch das Nahrungsangebot. Im ersten Drittel der Nestlingszeit wird – proportional vermehrt – kleineres und leichter verdauliches Material (Fliegen, Raupen, Spinnen) gefüttert. In der Mitte und im letzten Drittel der Nestlingszeit besteht die Nahrung zu gleichen Anteilen aus großen und kleinen Bestandteilen (Würmer, Hautflügler, Käfer, Wirbeltierstücke).
Mit etwa 45 Tagen beginnen die Jungvögel selbst am Boden Nahrung zu suchen, bleiben aber nach dem Ausfliegen noch sechs bis acht Wochen von den Altvögeln abhängig. Nach einiger Zeit beginnen sie zudem, allein Ausflüge in die nähere Umgebung zu unternehmen, kehren jedoch immer wieder in das Revier ihrer Eltern zurück. Sobald die Jungen ausreichend gut fliegen können, werden sie zum gemeinsamen Schlafplatz geführt. Manchmal ergreift auch der Nachwuchs die Initiative. Mit Beginn der Selbstständigkeit schließen sich die Jungvögel der Gemeinschaft nichtbrütender Artgenossen an. Elstern, die weit im Norden leben, fliegen als Strichvogel im Winter so weit nach Süden, wie es nötig ist.
Die Elster kann bis zu 16 Jahre alt werden, wird in der Natur jedoch aufgrund ihrer natürlichen Feinde im Durchschnitt nur circa zweieinhalb Jahre alt.

### Territorialverhalten
Elstern sind standorttreue Vögel. Die Brutpaare überwachen ihr Revier ganzjährig, selbst dann wenn sie sich im Winter zum Schlafen teilweise den Nichtbrütergemeinschaften anschließen. Die Größe der Reviere kann erheblich schwanken. Im Durchschnitt liegt sie zwischen vier und sechs Hektar. Während der Zeit der Eiablage und im Spätherbst werden Eindringlinge besonders intensiv abgewehrt. Gegen Aaskrähen werden die Nester ganzjährig verteidigt.
Um das Revier zu markieren, präsentieren sich Männchen oder Weibchen, meistens beide gemeinsam, in einem gut sichtbaren Baumwipfel. Dazu sitzen die Vögel aufrecht mit hängendem Schwanz und plustern die weißen Gefiederbereiche auf. Dasselbe Verhalten zeigen sie bei Revierstreitigkeiten mit benachbarten Pärchen, aber auch gegenüber artfremden Tieren. Zur Revierverteidigung bettelt und schäckert das Weibchen demonstrativ. Männchen kämpfen sowohl gegen Artgenossen als auch Aaskrähen vehement am Boden und auch in Luftkämpfen. In Sicht- oder Hörweite des Partners vertreibt das Männchen fremde Weibchen, die es andernfalls umwirbt.
Im Spätherbst versuchen neue Vogelpaare, sich ein Revier zu erobern. Um ein Revier zu besetzen, kann ein Jungvogel entweder einen verstorbenen Brutvogel ersetzen oder sich zwischen zwei bestehenden Revieren ein eigenes sichern oder aber ein Revier durch Kämpfen erobern. Dazu verbündet sich eine kleine Gruppe von Nichtbrütern und dringt in ein bestehendes Revier ein. Normalerweise gelingt es dem revierbesitzenden Männchen, die Eindringlinge zu vertreiben. Scheitert es jedoch, so übernimmt der dominanteste Jungvogel, der meist auch Initiator des Einfalls ist, das Revier.

### Nichtbrüter- und Schlafgemeinschaften
Elstern, die nicht brüten, bilden abends Schlafgemeinschaften. Im Herbst und Winter schließen sich ihnen auch die verpaarten, revierbesitzenden Vögel an. Schlafplätze sind häufig schwer zugängliche Stellen und werden über mehrere Jahre genutzt. Die Schlafplätze befinden sich beispielsweise auf Weiden in Sumpfgebieten oder auf kleinen Inseln.
Im Winter sammeln sich an den Schlafplätzen meist 20 bis 50 Elstern. Manchmal bilden sich dort auch Gemeinschaften von einigen Hundert Vögeln. Im Sommer befinden sich jedoch meist nur ein oder einige Dutzend Vögel in den Schlafgemeinschaften. Es wird vermutet, dass dies hauptsächlich einjährige Vögel sind. Tagsüber streifen die Nichtbrüter in kleinen Gruppen umher und suchen nach Nahrung. Bei gemeinsamen Ortwechseln kleiner bis größerer Gruppen, beispielsweise von ein bis drei Dutzend Elstern auf dem Flug zum gemeinsamen Schlafplatz über größere Freiflächen hinweg, fällt auf, dass die Tiere – anders als Krähen  oder Kolkraben – praktisch nie nebeneinander, sondern immer mit einer Art „Sicherheitsabstand“ hintereinander her fliegen, so als würde weiterhin gelegentlich auf diese Vögel geschossen.
In den Schlafgemeinschaften gibt es eine nicht sehr ausgeprägte Hierarchie. Im Allgemeinen dominieren Brutvögel über Nichtbrüter und Männchen über Weibchen. Auch mit dem Aufenthaltsort vertraute Tiere sind meist dominanter. Konkurrieren Elstern ungefähr gleichen sozialen Ranges um Nahrung, kommt es zunächst zum Drohen. Dabei wird der Körper meist steil aufgerichtet und der Schnabel nach oben gestreckt („Aufrechtdrohen“), manchmal auch flach waagerecht gestreckt („Vorwärtsdrohen“). Weicht keiner der beiden zurück, kommt es zu einem Kampf mit Zerren des Schwanzes, Tritten, Verfolgungsflügen, Anspringen und Schnabelhieben, bei dem es auch zu Verletzungen kommen kann (Beschädigungskampf). Die Auseinandersetzungen sind jedoch weniger heftig als bei Revierkämpfen. Flügelblinken ist dabei ein Ausdruck gehemmter Aggression. Verpaarte Vögel konkurrieren nicht um Nahrung und teilen sie manchmal.
Die Schwarmbildung dient vermutlich dazu, sich beim Nahrungserwerb vor allem gegen die Aaskrähe durchzusetzen. Größere Nichtbrütergemeinschaften können Nahrungsquellen länger verteidigen. Zudem können größere Vögel wie große Möwen, Raben, Eulen, Mäusebussarde oder auch Eichhörnchen durch Schwanzzerren und Ähnliches von Schlafgemeinschaften, nicht aber von einzelnen Vögeln vertrieben werden.

## Intelligenz
Das Gehirn der Elster zählt zu den höchstentwickelten unter den Singvögeln. Die Fähigkeit zur Objektpermanenz, die sich relativ schnell entwickelt, ist sehr ausgeprägt, was im Zusammenhang mit der Entwicklung des Futterhortens steht. Sie können also die Ortsverlagerung eines Objekts nachvollziehen, das vorher nicht zu sehen war. Die Fähigkeit, selbstverstecktes Futter wiederzufinden, entwickelt sich bei jungen Elstern genau dann, wenn sich ihre Fähigkeit zur Objektpermanenz entwickelt. Nach etwa zehn Wochen beherrschen sie diese Aufgabe vollständig. Folglich verfügen Elstern über hohe Repräsentationsleistungen. Zudem zeigen sie ein komplexes Sozialverhalten und erkennen ihre Artgenossen individuell.
Vor dem Spiegel zeigen Elstern ein neugieriges Verhalten: Sie gehen vor dem Spiegel auf und ab, werfen vorsichtige Blicke hinter den Spiegel. Zudem zeigen sie gute Diskriminationsleistungen, indem sie sich im Versuch in der überwiegenden Zahl der Fälle nach dem Blick in den Spiegel nur auf die gespiegelte Schachtel zubewegen, wenn sie den für sie interessanten Inhalt hat (den Ring, das Futter). Markierte Elstern zeigen vor dem Spiegel selbstbezogenes Verhalten. In einigen Fällen kämpfen sie jedoch gegen das eigene Spiegelbild. Somit reagieren Elstern vor dem Spiegel ähnlich wie Schimpansen und Orang-Utans in vergleichbaren Tests, die bei diesen Menschenaffen als Hinweis auf Selbsterkenntnis interpretiert wurden.
Das Unterscheidungsvermögen von Mengen reicht bei Elstern laut Otto Koehler bis zur oberen Grenze von Sieben.

## Bestand und Gefährdung

### Bestandsentwicklung
Die IUCN schätzt die in Deutschland lebenden Brutpaare auf 180.000 bis 500.000. Andere Quellen geben genauere Zahlen an, beispielsweise 210.000 bis 280.000 Paare. Vor 1850 wurden keine Daten erhoben. Von 1850 bis 1910 wurde ein Rückgang festgestellt, der auf die intensive und effektive Bejagung zurückgeführt wurde. Von 1920 bis 1950 nahm die Population wieder zu. Seit 1950 wird eine Abnahme der Populationen auf dem Land mit einer gleichzeitigen Zunahme in den Städten verzeichnet, welche mit der Intensivierung der Landwirtschaft begründet wird. Seit 1989 bleibt der Bestand insgesamt konstant, auch wenn weiterhin eine anhaltende Verstädterung festzustellen ist. Die Daten aus Revierkartierungen (RK) zeigen wegen der geringen Datendichte und lokal sehr verschiedenen Bestandsänderungen extrem breite Streubereiche bei insgesamt ungefähr gleich bleibendem Trend. Die Streuungen bei den Daten aus Punkt-Stopp-Zählungen (PS) sind dagegen gering. Nach 1994 ist der PS-Index in Siedlungen weiterhin positiv, in der freien Landschaft dagegen stark negativ.
Die IUCN schätzt die europäischen Brutpopulationen der Elster auf mehr als 7.500.000 Brutpaare, die weniger als die Hälfte der Gesamtpopulation ausmachen. Nachdem die Populationen in Frankreich und Russland von 1970 bis 1990 zugenommen hatten, nahmen sie von 1990 bis 2000 wieder ab. Trotzdem wird der derzeitige Rückgang durch die frühere Zunahme überwogen, so dass die Elster in Europa als sicher (Secure) geführt wird. Im gesamten etwa 32.100.000 km² großen Verbreitungsgebiet wird die Elster mit einer Population von ungefähr 30.000.000 bis 100.000.000 Individuen als nicht gefährdet (LC) eingestuft.

### Bejagung als Schädling
Traditionell wird die Elster in Europa bejagt, da sie Schäden an Nutztieren oder Populationen von kleinen Singvögeln und Niederwild verursachen soll. Bei wissenschaftlichen Untersuchungen wurde bisher jedoch ein solcher Einfluss nicht festgestellt.
In Deutschland war sie bis 1976 ohne Einschränkung jagdbar, da sie in den älteren Jagdgesetzen unter Ausnahmen geführt wird. Das Bundesnaturschutzgesetz (BNatSchG) vom 20. Dezember 1976 garantierte diesem Rabenvogel erstmals gesetzlichen Mindestschutz, jedoch blieb es weiterhin Praxis, selbst brütende Elstern aus den Nestern zu schießen (das sogenannte „Ausschießen von Nestern“). Am 2. April 1979 stellte der Europarat mit der Richtlinie 79/409/EWG („EG-Vogelschutzrichtlinie“) alle europäischen Wildvogelarten unter besonderen Schutz (Vollschutz). Dabei lässt Art. 9 Ausnahmen mit Nachweispflicht zu, wenn dies „zur Abwendung erheblicher Schäden an Kulturen, Viehbeständen etc. [oder] zum Schutz der Tier- und Pflanzenwelt“ notwendig ist. Dies trifft laut Jagdverbänden unter anderem auf die Elster zu. Am 1. Januar 1987 wurde das BNatSchG zur Anpassung an die Vogelschutzrichtlinie novelliert, so dass es einen Mindestschutz für alle Tiere garantiert. Zudem wurde die Bundesartenschutzverordnung dahingehend geändert, dass die nicht im Gesetz genannte Elster nach § 20 Abs. 2 Bundesjagdgesetz in Beachtung der Einschränkungen aus Art. 7c unter das Landesjagdrecht gestellt wurde. Viele Bundesländer machen davon Gebrauch. Schließlich wurde die Vogelschutzrichtlinie am 8. Juni 1994 auf das Drängen vieler EG-Staaten hin dahingehend in Anhang II,2 geändert, dass bestimmte Arten in festgelegten Staaten bejagt werden dürfen, in Deutschland ist dort unter anderem die Elster aufgeführt. Laut Anhang II Teil B der aktuellen EU-Vogelschutzrichtlinie 2009/147/EG vom 30. November 2009 ist die Jagd auf Elstern nur noch in wenigen EU-Staaten verboten.
In Europa werden nach offiziellen Angaben jährlich 980.630 Elstern getötet.

## Elster und Mensch

### Etymologie und Benennung
In der Antike verwendeten sowohl Aristoteles als auch Plinius der Ältere und Claudius Aelianus für die Elster und den Eichelhäher dieselbe Bezeichnung. So nannten sie ersteren Vogel wegen des langen Schwanzes Pica varia longa cauda (insignis) und letzteren wegen seines bunten Gefieders Pica varia (insignis). Im Jahre 1758 gab Carl von Linné der Elster den lateinischen Namen Corvus pica.
Der Name Elster geht über das mittelhochdeutsche agelster, egelster auf das althochdeutsche agalstra zurück. Im Laufe der Zeit haben sich viele Varianten entwickelt: Agerist, Ägerste, Agelaster, Agelhetsch, Agerluster, Aglaster, Algarte, Alster, Schagaster, Schalaster, Schalester, Scholaster, Schulaster. Aus dem Niederdeutschen sind die Formen abgeleitet: Egester, Häster, Heste, Heister. Aus der ahd. Nebenform agaza stammt mundartliches Atzel, Hatz, Hatzel, Hätzel, Hatzen, Hetz, Hetze, Hutsche. Krückelelster (oder Krückelster) ist als Name für den Neuntöter überliefert. Aber auch die Namen „Gartenkrähe“ und „Diebsch“ waren in Gebrauch. Auf ihre Stimme bezogene Namen waren Gackerhätzel, Kekersch, Schäkerhex, Schetterhätze, Schetterhex, Schreddarex oder Tratschkatel.
Im Englischen wird sie magpie genannt. Dabei ist die Vorsilbe mag- als die Kurzform für Margaret zu verstehen, die als Spitzname für eine geschwätzige Person verwendet wird, und spielt sicher auf das Schäckern (eng. „mag-mag-mag“) des Vogels an. Der zweite Wortteil stammt von der lateinischen Bezeichnung pica ab und ist auch im französischen Namen der Elster, pie bavarde, zu finden.
Den Beinamen „diebisch“ tragen die Vögel wegen der Vorstellung, Elstern trügen gerne glänzende Gegenstände in ihre Nester ein. Rossini hat 1817 sogar eine Oper La gazza ladra („Die diebische Elster“) zur Aufführung gebracht. Besonders interessant sollen für sie rundliche, silbrig glänzende Gegenstände sein, die sie einzeln unter ein wenig Laub oder Gras verstecken. Einer unbestätigten Hypothese zufolge wird durch dieses Verhalten die Handlungsweise des Futtersammelns und -hortens aus Neugier und Spieltrieb erhalten oder trainiert. Eine Untersuchung zu dem Thema kommt jedoch zu dem Schluss, dass Elstern keine generelle Vorliebe für glänzende Objekte haben. Den Ruf, bestimmte Objekte auch zu stehlen, verdanken sie vermutlich dem Umstand, dass sie manchmal beim Verstecken von Nahrungsvorräten beobachtet werden können, oder der Tatsache, dass sie Nesträuber sind.

### Mythologie und Kult
Im von der nordischen Mythologie geprägten Volksglauben galt die Elster als Bote der Todesgöttin Hel. Man assoziierte sie mit Unheil, Leid und Not. Im europäischen Mittelalter und zur Zeit der Hexenverfolgung galt sie – wie Krähen, Raben und schwarze Katzen auch – als Hexentier oder gar als Hexe selbst. Sie war zeitweise auch als Seelenräuberin in Verbindung mit dem Satan bekannt. Zudem wurde sie als „Galgenvogel“ mit dem Tod in persona assoziiert. Seit dieser Zeit trägt sie in Europa den Ruf, „diebisch“ zu sein. In der griechischen Mythologie war sie ein Vogel des Gottes Dionysos. Auch Ovid berichtet in seinen Metamorphosen von Elstern: Sie sind die neun Töchter des Pierus (die sogenannten Pieriden), die sich auf einen musikalischen Wettstreit gegen die Musen höchstpersönlich einließen. Nach ihrer Niederlage wurden sie von ihnen in Elstern verwandelt. In iranischen Erzählungen war die Elster der Feind der Heuschrecke, die sie zerstört hatte.
Im Allgemeinen gilt die Elster in Westeuropa und auf den Britischen Inseln als ein Vogel übler Omen. Dort gilt es als Unglück, diesen „Pechvogel“ zu sehen, besonders wenn er alleine auftritt. So bringt ein bekannter Abzählreim in bestimmter Anzahl auftretende Elstern mit verschiedenen Vorzeichen in Verbindung:
One for sorrow,

Two for joy,

Three for a girl,

Four for a boy.

Five for silver,

Six for gold,

Seven for a secret never to be told.

Eight for a wish,

Nine for a kiss,

Ten for a bird,

You must not miss.
Auf den Britischen Inseln gibt es noch immer Beweise für Animalismus und Tierverehrung in Bezug auf die Elster. Sie gilt auch als orakelhafter Vogel. So stellt in Irland eine ans Fenster klopfende Elster eine Todeswarnung dar. Das Töten dieses Vogels brachte auch im Nordosten Schottlands Unglück. In Teilen von Nordengland gilt es als schlechtes Omen, wenn eine Elster den Pfad vor einem von links nach rechts überquert, jedoch als gutes Omen, wenn sie ihn von rechts nach links kreuzt. Im Nordosten Schottlands gilt das Sehen dieses Vogels in einigen Dörfern als Glückszeichen, in anderen als Unglückszeichen. Der Glaube, dass die Elster die Macht habe, sich in einen Menschen zu verwandeln, wurde in Clunie und Perthshire bis zum Ende des 18. Jahrhunderts überliefert. Nach der Christianisierung entstand in England eine Erzählung, nach der die Elster als verflucht gilt, weil sie als einziger Vogel bei Jesu Kreuzigung keine Klagelieder und Trauergesänge angestimmt habe. In der schottischen Überlieferung verdächtigte man sie lange Zeit, einen Tropfen von Satans Blut unter der Zunge zu tragen.
In Frankreich und Deutschland glaubten die Menschen auch, dass es Unglück brächte, eine Elster zu töten. Man sagte ihnen nach, dass sie ihre menschlichen Nachbarn vor der Anwesenheit von Füchsen, Wölfen und bewaffneten Menschen warnten. In Poitou wurden ihr zu Ehren kleine Gestecke von Heiden- und Lorbeerzweigen in die Büsche gesteckt. In Bengalen und anderen Teilen Indiens werden auch keine Elstern getötet.
In der chinesischen Kultur (鹊 què) und Japan gilt die Elster als Glücksbotin, die insbesondere ein freudiges Ereignis, meist eine Geburt oder einen Besuch, ankündigt. Der Ursprung dieses Glaubens ist wahrscheinlich in den Legenden der Mandschurei zu finden. Dort wird erzählt, wie die Elster als heiliges Tier Fanscha, einen der Vorfahren der Mandschuren, vor den bedrohlichen Nachbarstämmen gerettet hat. Als die Nordchinesen zusammen mit den Mandschuren das Kaiserreich China eroberten, verbreitete sich der Glaube in ganz China. Zur Zeit der Qing-Dynastie (1644–1911) stellten die Mandschuren die Kaiser, so dass ihre Kultur teilweise mit der Han-Kultur verschmelzen konnte, so dass die Elster in der heutigen Form verehrt wird. Einer anderen Erklärung zufolge gelten Elstern deshalb als Freudenbringer, weil sie im Mythos Die Weberin und der Kuhhirt am siebten Tag des siebten Mondmonats eine Brücke über die Milchstraße bilden und so den getrennten Liebenden ein Zusammenkommen ermöglichen (Qixi-Fest). In Korea wird die Elster als Nationaltier und als Glücksbringer verehrt. In Erzählungen repräsentiert sie die Schwachen und Wehrlosen. Tritt sie metaphorisch als Gegenstück zum Tiger (Erde, Naturgewalten) auf, so steht sie für den Himmel und die göttliche Gewalt.
Bei den nordamerikanischen Indianern ist die Elster ein Geistwesen, das mit den Menschen befreundet ist. Dies zeigt sich in der „Buffalo-Race“-Geschichte der Sioux, in der die Elster für die Menschen ein Wettrennen gegen die Büffel gewinnt, so dass sie diese fortan jagen dürfen. Auch bei den Blackfoot tritt die Elster als Verbündeter des Menschen in Konflikt mit den Büffeln auf. In der Legende vom Büffeltanz ermöglicht sie, dass eine Frau aus dem Ehegelübde mit einem Büffel befreit wird, ihr Vater ins Leben zurückgeholt werden kann und dass über einen Tanz und ein Lied die Harmonie wiederhergestellt wird. Auch bei den Hopi und den südwestlichen Stämmen ist sie ein Totemtier. Die Pueblo-Indianer verehrten diesen Vogel ebenfalls in ihren Mythen.

### Heraldik
Die Elster ist eine gemeine Figur in der Heraldik und ein Wappentier mit einigen Merkmalen, die im Wappen recht sicher dargestellt werden können. So wird der Schwanz recht lang und in der Regel aufstellt gezeigt. Die Seitenpartie des Vogels ist farblich in weiß vom übrigen schwarzen Körper abgesetzt, wie es der Realität entspricht. Die Hauptblickrichtung ist nach heraldisch rechts. In Deutschland wird die Elster für einige Wappen zur redenden Wappenfigur. Beispiele sind Elsterwerda, Bad Elster, Elsterberg, Elstra, Algermissen und Aglasterhausen.

Wappen von Elsterwerda
Wappen von Bad Elster
Wappen von Elsterberg
Wappen von Elstra
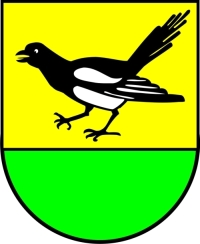
Wappen von Algermissen
Wappen von Aglasterhausen
Wappen von Agriswil

### Kunst und Literatur

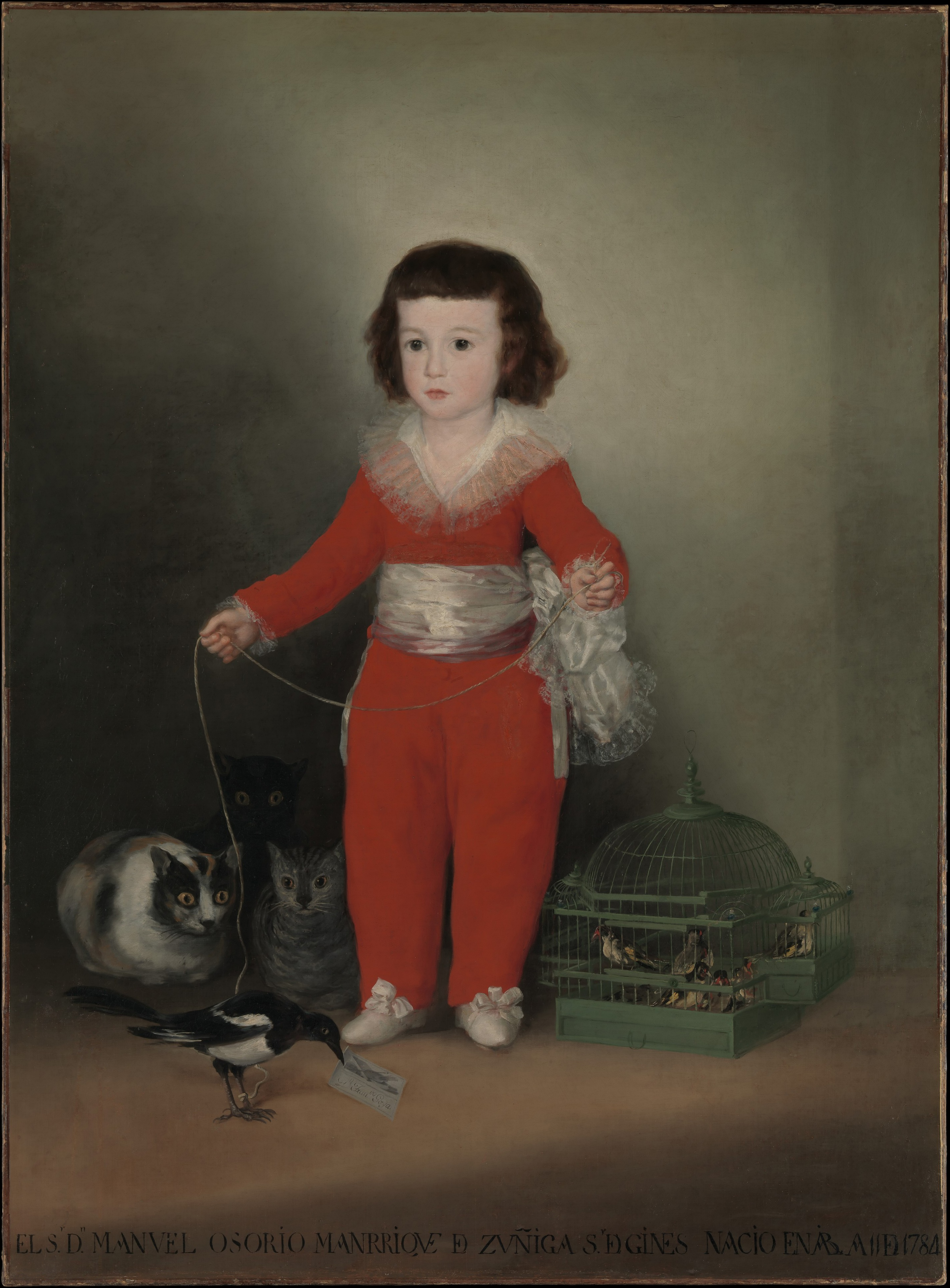
Francisco de Goya: Porträt des Don Manuel (1784)

Ein künstlerisches Denkmal in der Musik setzte ihr 1817 Rossini mit der Oper La gazza ladra (Die diebische Elster). In der bildenden Kunst beschäftigte sich Claude Monet in La Pie damit und in Pieter Brueghels Die Elster auf dem Galgen sitzen zwei dieser Vögel auf einer Hinrichtungsstätte. Goya zeigt auf einem Porträt den Sohn des Grafen von Altamira, wie dieser eine zahme Elster an einem Band führt.
Äsop erzählt in einer Fabel davon, wie die Elster der Taube, die schon alles zu wissen glaubt, zeigt, wie man ein Nest baut. In der Einleitung von Wolfram von Eschenbachs Parzival (1200–1210), einem mittelhochdeutschen Text, erscheint das Elsterngleichnis, in dem die Farbe der Elster (agelstern varwe) als Sinnbild für den Widerstreit zwischen dem Guten und dem Bösen im Menschen, aber auch für die Vieldeutigkeit des vorliegenden Romans steht.
Ist zwîvel herzen nâchgebûr,

daz muoz der sêle werden sûr.

gesmæhet unde gezieret

ist, swâ sich parrieret

unverzaget mannes muot,

als agelstern varwe tuot.

der mac dennoch wesen geil:

wand an im sint beidiu teil,

des himels und der helle.

der unstæte geselle

hât die swarzen varwe gar,

und wirt och nâch der vinster var:

sô habet sich an die blanken

der mit stæten gedanken.

diz vliegende bîspel

ist tumben liuten gar ze snel,

sine mugens niht erdenken:

wand ez kan vor in wenken

rehte alsam ein schellec hase.
 (Wenn Zweifel nah beim Herzen wohnt, das muss der Seele bitter aufstoßen. Wo sich ein klarer Charakter wie die Farbe der Elster mischt, dort ist Lob und Schande zugleich. Derjenige kann dennoch zuversichtlich sein: weil er an beidem Anteil hat, am Himmel und an der Hölle. Der Unbeständige ist gänzlich schwarz und wird auch in die Finsternis reisen. Der Beständige hält sich an das Weiße. Dieses fliegende Beispiel ist zu flink für dumme Menschen, sie können es nicht erfassen: weil es vor ihnen genau wie ein aufgescheuchter Hase Haken schlagen kann. Übers. Anonymus Nr.: 217.184.25.67)
In der Rübezahl-Sage (Wie Rübezahl zu seinem Namen kam.) verwandelt die Königstochter Emma eine Rübe in eine Elster, die als Botin ihren Geliebten Ratibor benachrichtigt. Sebastian Brant bezieht sich im Narrenschiff auf die Geschichte von den in Elstern verwandelten Piereiden aus Ovids Metamorphosen als er „Von bösen Weibern“ erzählt. Die Elster steht hier für die schlechte Rede, die vergiftete Zunge. Auf Grundlage von Äsops Fabel über den Fuchs und die Elster hat Christian Fürchtegott Gellert ein Gedicht verfasst, in dem sie als Sinnbild für den Menschen steht, der sich am liebsten selbst reden hört und meint, alles besser zu wissen und zu können, aber eigentlich keine Ahnung hat. In der Fabel Die Elster. Der Uhu lässt Johann Wilhelm Ludwig Gleim sie sich beim Uhu über die Faulheit von Lerche und Nachtigall beschweren, obwohl sie selbst besser den Mund hielte. In Heinrich Seidels Der Hexenmeister bringt ebendieser Wendelin und die Elster Schackerack in seine Gewalt, die sich durch gegenseitige Hilfe befreien. Auch Christian Morgenstern beschäftigt sich in dem Gedicht Die Elster mit dem Bach und dem Vogel. Einen Auftritt in der Popmusik hat die Elster in Patrick Wolfs Song Magpie (2007), und in der Handlung des Konzeptalbums Misplaced Childhood (1985) der britischen Band Marillion tritt sie als Symbolfigur auf.

### Trivia
Die deutsche Finanzverwaltung hat die Online-Steuer-Software Elektronische Steuererklärung mit dem Namen dieses Vogels als ELSTER abgekürzt.

### Problematik der Regulierung
- J. Bellebaum, K. Nottmeyer-Linden: Gibt es Überpopulationen von Elster, Rabenkrähe und Eichelhäher in Nordrhein-Westfalen? in: LÖBF-Mitteilungen. Recklinghausen 1998, Heft 1, 29–34, ISSN 0177-7785.
- Einhard Bezzel: Übles Raubzeug oder harmlose Singvögel? Das Schicksal von Eichelhäher, Elster und Rabenkrähe im Streit zwischen Jägern und Vogelschützern. In: Verein Jordsand (Hrsg.): SEEVÖGEL: Zeitschrift des Vereins Jordsand zum Schutze der Seevögel und der Natur e.V. Band 9, Heft 4, September 1988, ISSN 0722-2947, S. 57–61.
- R. Dreifke: Ursachen für Verteilung und Häufigkeit von Elstern (Pica pica). Eine Untersuchung auf zwei Probeflächen in Schleswig-Holstein. Dipl. Arb. Univ. Göttingen, Göttingen 1990.
- Wolfgang Epple: Zum Schutz der Rabenvögel. Informationsdienst Naturschutz Niedersachsen. Hannover 1997, Heft 5, ISSN 0934-7135.
- G. Erlinger: Die Bestandsentwicklung von Rabenkrähe Corvus corone und Elster Pica pica nach Einstellung der Jagd im NSG Hagenauer Bucht am unteren Inn. in: Anzeiger der Ornithologischen Gesellschaft in Bayern. München 13.1974 2, 245–247, ISSN 0030-5715.
- H.-W. Helb: Wissenschaftliche Begleituntersuchungen an Elster (Pica pica) und Rabenkrähe (Corvus c. corone) in Rheinland-Pfalz. in: Pollichia-Kurier. Bad Dürkheim 15.1999,1, 6–10, ISSN 0936-9384.
- W. Knief, P. Borkenhagen: Ist eine Bestandsregulierung von Rabenkrähen und Elstern erforderlich? Ein Untersuchungsbeispiel aus Schleswig-Holstein. in: Natur und Landschaft. Kohlhammer, Stuttgart 68.1993, 102–107, ISSN 0028-0615.
- Gerhard Kooiker: Untersuchungen zum Einfluss der Elster Pica pica auf ausgewählte Stadtvogelarten in Osnabrück. In: Die Vogelwelt. Wiebelsheim 112.1991, 225–236, ISSN 0042-7993.
- Gerhard Kooiker: Weitere Ergebnisse zum Einfluss der Elster Pica pica auf Stadtvogelarten in Osnabrück. In: Die Vogelwelt. Wiebelsheim 115.1994, 39–44, ISSN 0042-7993.
- T. Langgemach, E. Discherlein: Zum aktuellen Stand der Bejagung der Aaskrähe (Corvus corone), Elster (Pica pica) und Eichelhäher (Garrulus glandarius) in Deutschland. In: Berichte zum Vogelschutz. Münster 41.2004, 17–44, ISSN 0944-5730.
- U. Mäck: Populationsbiologie und Raumnutzung der Elster in einem urbanen Raum. In: Ökologie der Vögel. Stuttgart 20.1998, Heft 1, ISSN 0173-0711.
- U. Mäck, U., M.-E. Jürgens, P. Boye, H. Haupt: Aaskrähe (Corvus corone), Elster (Pica pica) und Eichelhäher (Garrulus glandarius) in Deutschland. Betrachtungen zu ihrer Rolle im Naturhaushalt sowie zur Notwendigkeit eines Bestandsmanagements. In: Natur und Landschaft. Kohlhammer, Stuttgart 74.1999, 485–493, ISSN 0028-0615.
- U. Mäck, M.-E. Jürgens: Aaskrähe, Elster und Eichelhäher in Deutschland. Bericht über den Kenntnisstand und die Diskussionen zur Rolle von Aaskrähe (Corvus corone), Elster (Pica pica) und Eichelhäher (Garrulus glandarius) im Naturhaushalt sowie die Notwendigkeit eines Bestandsmanagements. BfN-Schriftenreihe. Bundesamt für Naturschutz, Münster 1999, ISBN 3-7843-3804-6.
- R. Mulsow, W. Schroeter: Zur Biologie der Elster (Pica pica L.) im Hamburger Raum. Stellungnahme zur Frage Soll die Elster bejagt werden oder nicht? In: Hamb. avifaun. Beitr. 20.1985, 97–106.
- K. Witt: Haben Elstern (Pica pica) einen Einfluß auf die Kleinvogelwelt einer Großstadt? In: Die Vogelwelt. Wiebelsheim 110.1989,142–150, ISSN 0042-7993.
- M. Würfels: Siedlungsdichte und Beziehungsgefüge von Elster, Rabenkrähe und Habicht 1992 im Stadtgebiet von Köln. In: Charadrius. Bonn 30.1994, 94–103, ISSN 0174-1004.